# Majanji
Majanji es un subcondado ubicado en la región Oriental de Uganda. 

## Superficie
Posee una superficie de 36,19 kilómetros cuadrados.

## Población
Hasta 2020 presentaba una población de 12 900 habitantes, con una densidad de población de 356,5 habitantes por kilómetro cuadrado. De ellos 6200 correspondían a hombres (48,1%) y 6700 mujeres (51,9%).

## Clima
| Climograma de Majanji | Climograma de Majanji | Climograma de Majanji | Climograma de Majanji | Climograma de Majanji | Climograma de Majanji | Climograma de Majanji | Climograma de Majanji | Climograma de Majanji | Climograma de Majanji | Climograma de Majanji | Climograma de Majanji |
| --- | --------------------- | --------------------- | --------------------- | --------------------- | --------------------- | --------------------- | --------------------- | --------------------- | --------------------- | --------------------- | --------------------- |
| E | F                     | M                     | A                     | M                     | J                     | J                     | A                     | S                     | O                     | N                     | D                     |
| 46 29 17 | 60 30 17              | 167 29 17             | 296 26 16             | 261 26 16             | 158 25 15             | 105 26 14             | 174 26 14             | 297 27 15             | 217 27 13             | 227 26 15             | 173 30 14             |
| temperaturas en °C • totales de precipitación en mm |                       |                       |                       |                       |                       |                       |                       |                       |                       |                       |                       |
| Conversión sistema imperial\| E \| F \| M \| A \| M \| J \| J \| A \| S \| O \| N \| D \| \| 1.8 84 63 \| 2.4 86 63 \| 6.6 84 63 \| 12 79 61 \| 10 79 61 \| 6.2 77 59 \| 4.1 79 57 \| 6.9 79 57 \| 12 81 59 \| 8.5 81 55 \| 8.9 79 59 \| 6.8 86 57 \| \| temperaturas en °F • totales de precipitación en pulgadas \| \| \| \| \| \| \| \| \| \| \| \| |                       |                       |                       |                       |                       |                       |                       |                       |                       |                       |                       |
| E | F                     | M                     | A                     | M                     | J                     | J                     | A                     | S                     | O                     | N                     | D                     |
| 1.8 84 63 | 2.4 86 63             | 6.6 84 63             | 12 79 61              | 10 79 61              | 6.2 77 59             | 4.1 79 57             | 6.9 79 57             | 12 81 59              | 8.5 81 55             | 8.9 79 59             | 6.8 86 57             |
| temperaturas en °F • totales de precipitación en pulgadas |                       |                       |                       |                       |                       |                       |                       |                       |                       |                       |                       |

| E                                                         | F         | M         | A        | M        | J         | J         | A         | S        | O         | N         | D         |
| 1.8 84 63                                                 | 2.4 86 63 | 6.6 84 63 | 12 79 61 | 10 79 61 | 6.2 77 59 | 4.1 79 57 | 6.9 79 57 | 12 81 59 | 8.5 81 55 | 8.9 79 59 | 6.8 86 57 |
| temperaturas en °F • totales de precipitación en pulgadas |           |           |          |          |           |           |           |          |           |           |           |